# Biblioteca nazionale e universitaria della Slovenia
La biblioteca nazionale e universitaria della Slovenia (in sloveno: Narodna in univerzitetna knjižnica) è una delle maggiori istituzioni culturali della Slovenia, si trova nel centro di Lubiana. L'edificio è stato costruito tra il 1936 ed il 1941, secondo un progetto di Jože Plečnik del 1930-1931. Al 2011 erano conservati circa 1.307.000 libri, 8.700 manoscritti e numerose altre opere e risorse multimediali. Una parte delle opere sono conservate nei magazzini di via Turjaška e strada Leskoškova.

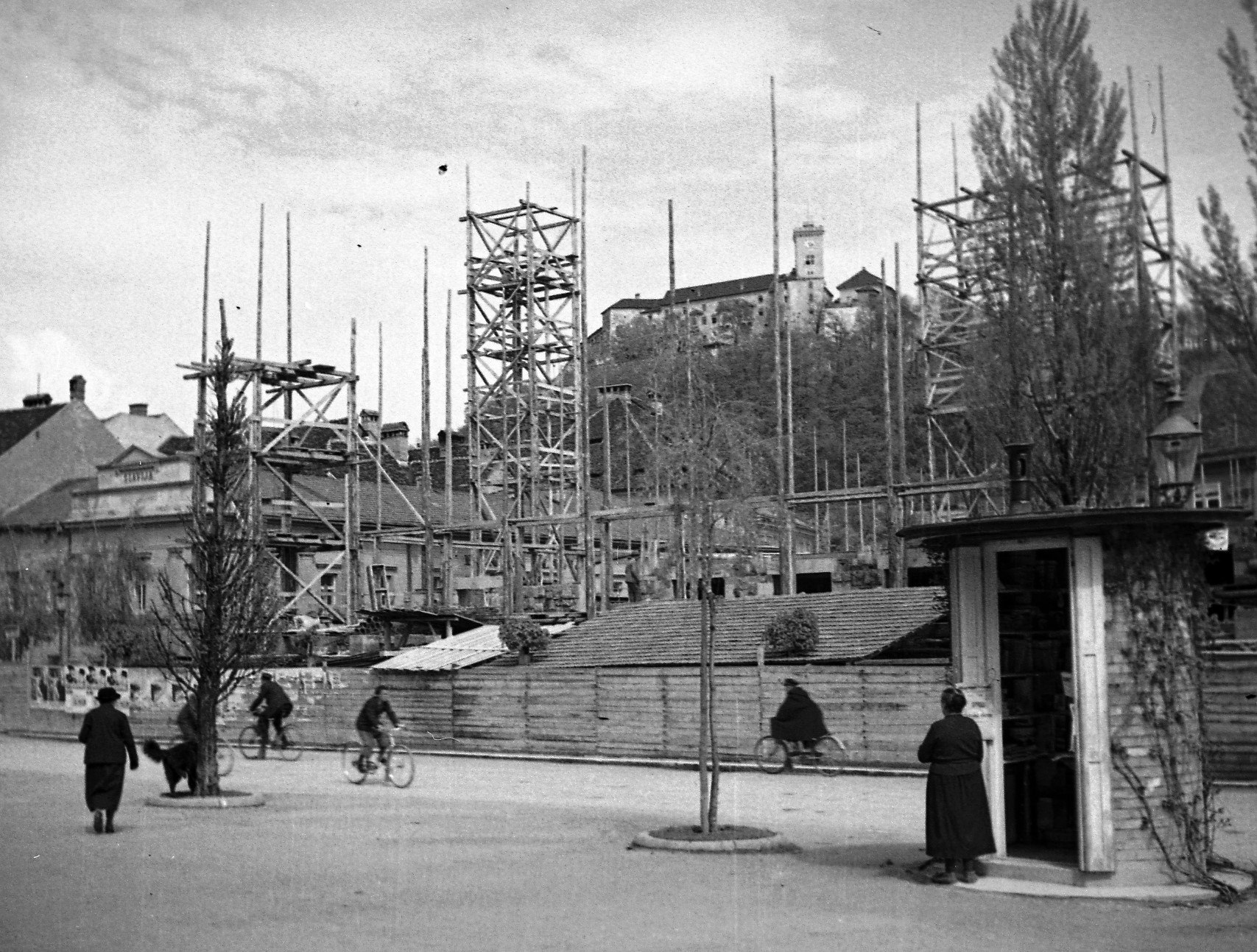
L'edificio nelle prime fasi della sua costruzione nel 1937

## Storia
La biblioteca è stata istituita con un decreto dell'imperatrice Maria Teresa d'Austria nel 1774, a seguito di un incendio sviluppatosi presso il collegio dei Gesuiti in piazza Levstikov. Nel 1791 la sede era presso il liceo di Lubiana in piazza Vodnik e raccoglieva circa 20.000 libri. Nel 1794 divenne biblioteca pubblica e al suo interno venivano raccolte tutte le opere provenienti dalla Carniola e successivamente anche da tutte le province illiriche. Nel 1919 il suo nome fu modificato in Biblioteca di Stato ed iniziò a raccogliere le opere provenienti da tutta la Slovenia. A seguito della fondazione dell'università di Lubiana la biblioteca ha assunto i compiti anche di biblioteca universitaria. Il 29 gennaio 1944 durante la seconda guerra mondiale un aereo postale italiano si schiantò contro l'edificio distruggendo circa 60.000 volumi. Ottenne il nome attuale nel 1938.

## Architettura
Dal 1791 la biblioteca situata nell'edificio appartenente al liceo di Lubiana. I progetti per la realizzazione del nuovo edificio iniziarono nel 1930 grazie a Jože Plečnik e nonostante la resistenza delle autorità jugoslave, grazie alle proteste studentesche il nuovo edificio ha visto la luce il 1941. L'opera è una delle più grandi realizzate dall'architetto. Per la sua forma e dimensioni trae spunto dal tribunale  che venne distrutto dal terremoto che colpì la città nel 1895. L'edificio ha una pianta quadrata, le cui facciate sono in mattoni e pietra, sullo stile dei palazzi italiani di Federico Zuccari.
La biblioteca è stata raffigurata nel retro della banconota da 500 tolar, emessa nel 1992 dalla banca della Slovenia.
L'elevato numero di opere raccolte ha reso necessaria la costruzione di un nuovo edificio già nel 1987, ma non è ancora stato costruito per via dell'elevato costo dell'opera.